# 前5世纪
| 千纪： | 前2千纪 \| 前1千纪 \| 1千纪 |
| 世纪： | 前8世纪 \| 前7世纪 \| 前6世纪 \| 前5世纪 \| 前4世纪 \| 前3世纪 \| 前2世纪                                                      |
| 年代： | 前490年代 \| 前480年代 \| 前470年代 \| 前460年代 \| 前450年代 \| 前440年代 \| 前430年代 \| 前420年代 \| 前410年代 \| 前400年代 |

前500年至前401年的这一段期间被称为前5世纪。按史记，在前476年，春秋时代结束，战国时代开始。

## 重要事件、发展与成就
- 战争与政治
  - 《孙子兵法》
  - 波斯两次入侵希腊

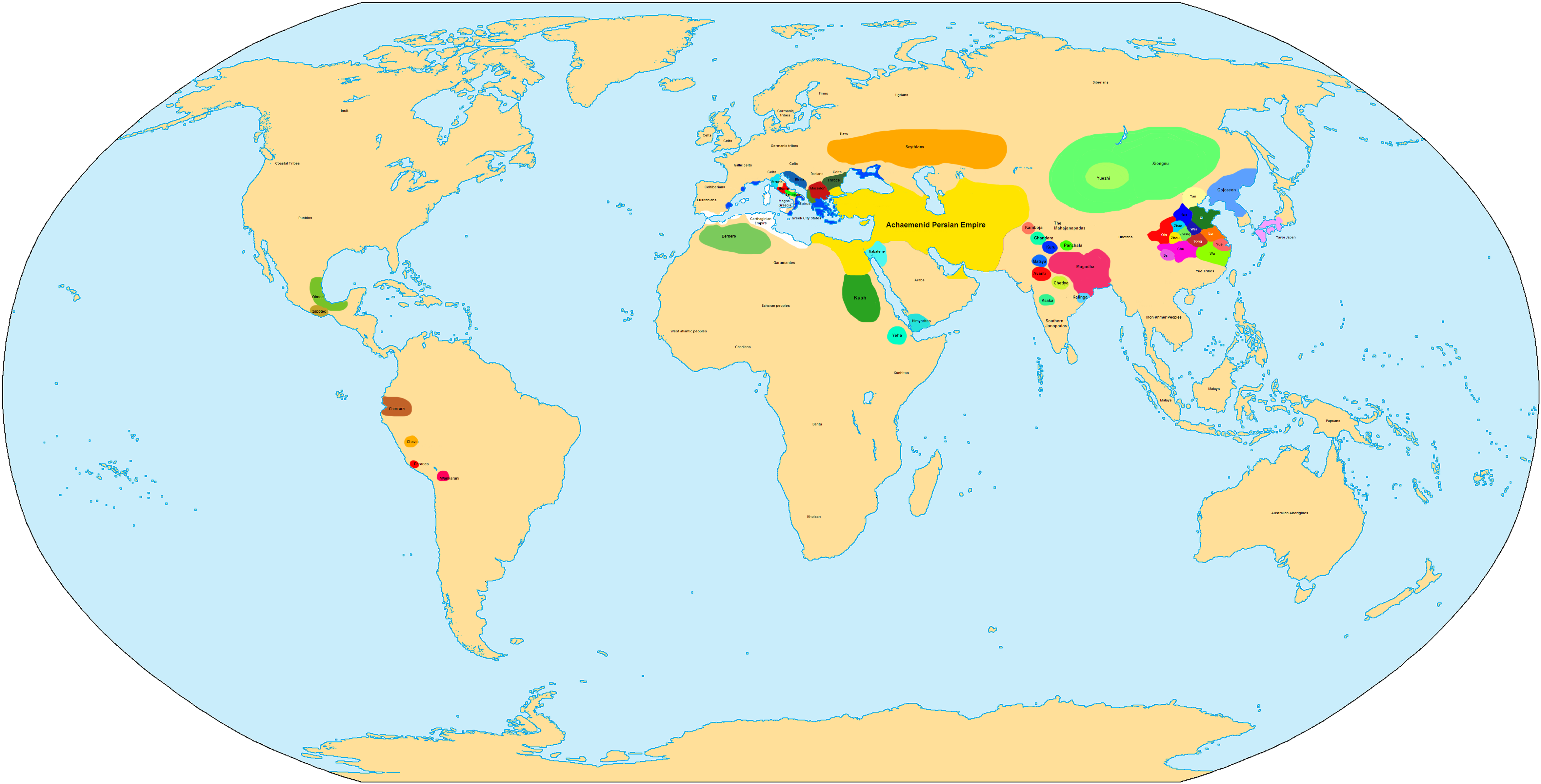
前400年的世界

  - 前433年－前429年，伯里克里斯改革。

- 灾祸

- 文化娱乐

- 社會與經濟
  - 西北印度的移民到達斯里蘭卡島。

- 疾病与医学

- 环境与自然资源

- 宗教與哲學
  - 佛教兴起